# San Pablo Tacachico
San Pablo Tacachico es un distrito del municipio de La Libertad Norte, del departamento de La Libertad, El Salvador. Tiene una población de 18 710 habitantes para el año 2024.

## Historia
El poblado es de origen precolombino, originalmente fue habitado por grupos pocomames,y después por los pipiles. 
Se tienen registros del año 1532 que los lugareños llamaban así a ese territorio. La palabra "Tacachico" tiene su origen en el idioma náhuatl y significa "los siete hombres" o "lugar de hombrecitos". La raíz "taca" o "tacat" se refiere a "hombre" y "chico" o "chicun" a "siete" o "pequeños".  
Durante el período del Señorío de Cuzcatlán, que estaba dividido administrativamente en 74 kalpishkayu o atepet (equivalentes a altépetl o pueblos), Tacachico se destacaba como uno de los asentamientos más relevantes. Se presume que su centro económico pudo haber estado ubicado en el actual sitio arqueológico conocido como Las Marías.  
Este sitio fue habitado originalmente durante el Período Posclásico Temprano (900–1200 d. C.) por inmigrantes provenientes de Cholula, México, quienes dejaron edificaciones significativas como pirámides y un campo de juego de pelota. Más tarde, durante el Período Posclásico Tardío (1200–1528 d. C.), Tacachico se consolidó como altépetl, habitado por los pipiles, un grupo de origen tolteca procedente de la región de Hidalgo. 
Aunque no se han encontrado ruinas visibles o vestigios arqueológicos directos en el centro actual de Tacachico, la evidencia sugiere que sus habitantes reutilizaron las estructuras preexistentes en Las Marías, lo que refuerza la hipótesis de que este sitio funcionó como su núcleo económico y ceremonial.
El antiguo Tacachico se encuentra actualmente dividido entre dos jurisdicciones administrativas de El Salvador: el distrito de San Pablo Tacachico, y el cantón Tacachico, que forma parte del distrito de Quezaltepeque.
Para año 1550 tenía unos 550 habitantes. Perteneció a la vicaría de Texistepeque de la guardianía de San Salvador, la cual duró entre los años 1577 y 1619. En esa época de la colonización española se cultivaba añil. 
De acuerdo a la relación geográfica hecha en 1740 por el alcalde mayor de San Salvador, Manuel de Gálvez Corral, el «pueblecito» de San Pablo Tacachico tenía una población de dos indios y tres ladinos y no tenía frutos algunos; mencionó que su temperamento era «tan dañoso que desde párvulos se mueren, por lo que siempre ha estado destruido».
Para 1770, según Pedro Cortés y Larraz, había en el lugar unas 53 personas. 

### Postindependencia
Perteneció al Partido de Opico, y en la época republicana formó parte del departamento de San Salvador (1824-1835), Cuscatlán (1835-1836), nuevamente San Salvador (1842), y desde 1865 pertenece a La Libertad.
De acuerdo con la estadística del departamento de La Libertad hecha por el gobernador José López el 23 de mayo de 1865 tenía una población de 467 personas.

## Información general

Tacachico: Parque central y Alcaldía Municipal.

El distrito tiene un área de 129,48 km² y la cabecera una altitud de 305 m s. n. m. Las fiestas patronales se celebran en el mes de diciembre en honor a San Pablo Apóstol. El topónimo náhuat «Tacachico» significa 'Los siete hombres', o también 'Lugar de hombrecitos'. 

## Referencias

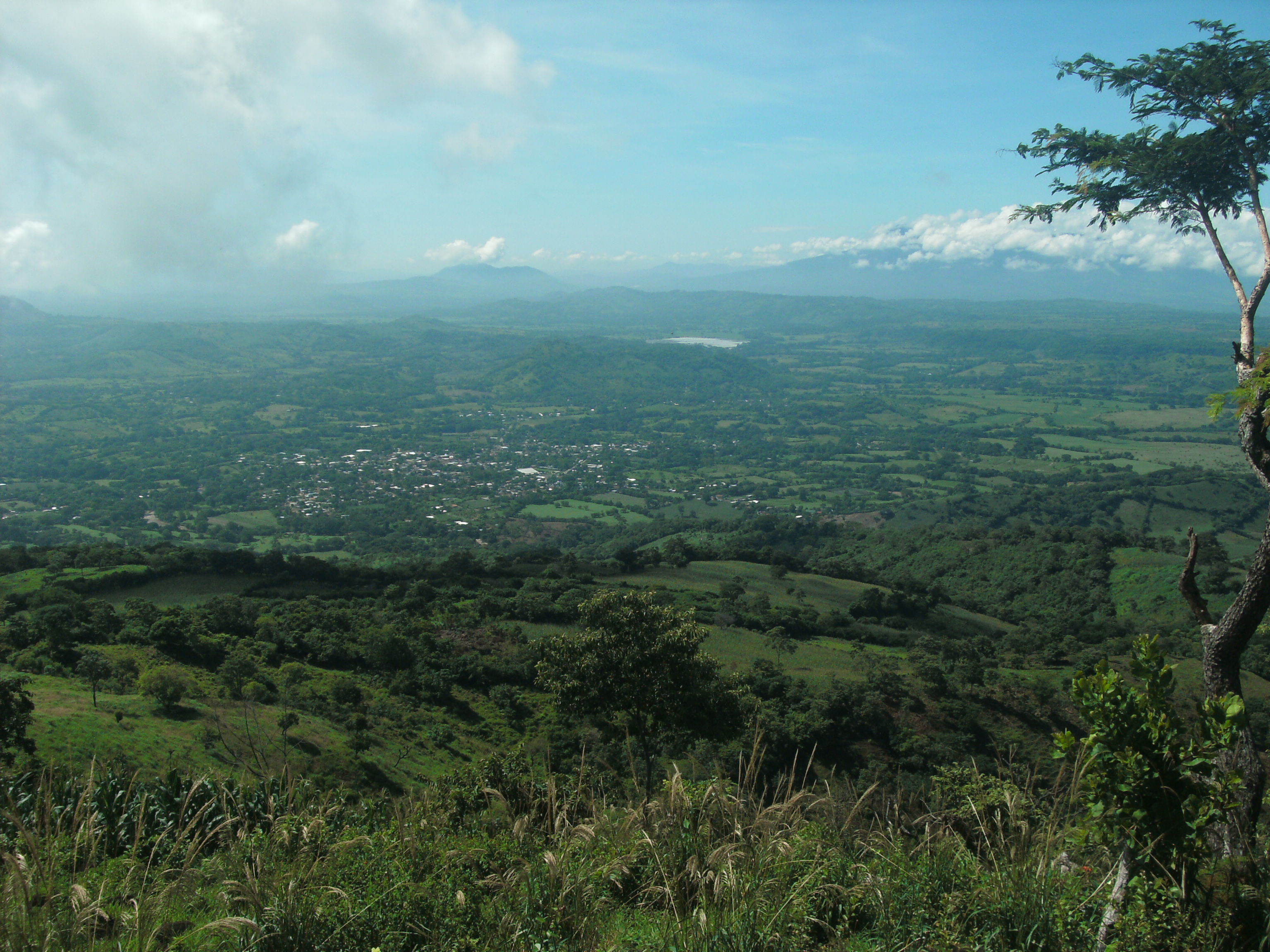
Vista de la ciudad desde el cerro «El Bonete» a más de 726 metros sobre el nivel del mar.